# We Pray
«We Pray» és una cançó de la banda britànica Coldplay amb la col·laboració de la rapera anglesa Little Simz, el cantant nigerià Burna Boy, la música palestino-xilena Elyanna i la cantant argentina Tini Stoessel. Es va publicar com a segon senzill de l'àlbum Moon Music el 23 d'agost de 2024 mitjançant les discogràfiques Parlophone i Atlantic Records. Al setembre es van publicar les versions espanyola i aràbiga que van comptar amb la col·laboració Tini i Elyanna respectivament.

## Producció
És una cançó d'estil hip hop alternatiu on la lletra gira al voltant de la pregària, la religió, l'amor i la llibertat alhora que expressa les injustícies arreu del món respecte aquests temes. La banda va considerar la inclusió de col·laboradors de diverses regions i cultures per tal de demostrar a través de la cançó que els sentiments expressats per persones diferents són comuns.
A banda de la descàrrega digital, el senzill també es va editar en un vinil reciclat de 12 polzades i un CD també ecològic fabricat bàsicament amb policarbonat reciclat. Aquest format físic contenia quatre versions alternatives de la cançó. Posteriorment, el 13 de febrer de 2025, Coldplay també va publicar una versió amb la cantant índia Jasleen Royal.
Coldplay va estrenar la cançó en el Glastonbury Festival el 29 de juny de 2024 amb Little Simz i Elyanna com a convidats a l'escenari, mentre que els versos de Burna Boy es van emetre per pantalla de fons. La primera interpretació amb tots els col·laboradors la van realitzar en el primer concert de la gira Music of the Spheres World Tour al Croke Park de Dublín el 29 d'agost de 2024, on van estrenar la versió castellana amb la participació de Tini. Un dia abans es van reunir a Grafton Street rodejats dels seus seguidors per interpretar la cançó i filmar el videoclip.

## Llista de cançons
| 1. | «We Pray» | 3:53 |

| 1. | «We Pray» (versió àlbum)                      | 3:54 |
| 2. | «We Pray» (versió Tini)                       | 3:53 |
| 3. | «We Pray» (versió Elyanna)                    | 3:53 |
| 4. | «We Pray» (versió ?)                          | 3:53 |
| 5. | «We Pray» (directe Glastonbury Festival 2024) | 4:20 |

## Crèdits
| Coldplay - Guy Berryman – baix - Jonny Buckland – guitarra - Will Champion – bateria, percussió - Chris Martin – cantant, teclats, piano Cordes - Bruce White - Bryony James - Charles Jenson - Ellie Stanford - Emma Owens - Hetty Snell - James Douglas - Jenny Sacha - Jessie Ann Richardson - Jordan Bergmans - Kerenza Peacock - Martyn Jackson - Meghan Cassidy - Michael Trainor - Miles Brett - Natalia Bonner - Natalie Klouda - Patrick Kiernan - Richard Pryce - Rosie Danvers - Sarah Sexton - Stephen Morris - Tony Woollard - Victoria Harrild - Zahra Benyounes | Veus addicionals - Little Simz - Burna Boy - Elyanna - Tini - Denise Carite - Dorian Holley - Jarrett Johnson - Kara Britz - Nayanna Holley - Neka Hamilton - Nelson Beato - Stevie Mackey Tècnics - Bill Rahko – productor, programador, enginyeria - Daniel Green – productor, programador, sintetitzador, enginyeria - Ilya Salmanzadeh – productor, teclats, percussió, programador - Max Martin – productor, percussió, piano - Michael Ilbert – productor, mescles, enginyeria - Randy Merrill – masterització - Davide Rossi – arranjaments de corda - Jake Jackson – enginyeria - Jed Rimell – enginyeria - Rebecca Horden – enginyeria - Ashley Poh – assistència enginyeria - Bella Corich – assistència enginyeria - Bryant Tan – assistència enginyeria - Eric Eylands – assistència enginyeria - Francesca Edwards – assistència enginyeria - Gianluca Massimo – assistència enginyeria - Jed Rimell – assistència enginyeria - Leonard Soosay – assistència enginyeria - Maxx Iwamasa – assistència enginyeria - Miguel Lara – assistència enginyeria - Niamh O'Sullivan – assistència enginyeria - Rennie Gomes – assistència enginyeria - Tomas Crow – assistència enginyeria - Wil Jones – assistència enginyeria - Tate McDowell – enginyeria addicional |